# Автомагістраль G3 Пекін-Тайбей
Швидкісна автомагістраль Пекін–Тайбей (кит.: 北京–台北高速公路), позначена як G3 і широко відома як Jingtai Expressway (кит.: 京台高速公路) — це частково завершена китайська швидкісна дорога, яка, якщо її повністю побудують, з’єднає материковий Китай із Тайванем. Наразі швидкісна дорога від Пекіна до Фучжоу, Фуцзянь, повністю завершена в материковому Китаї, за винятком невеликої ділянки у Фуцзяні, яка будується.
На Тайвані пропонується з'єднати швидкісну автомагістраль із гіпотетичною кільцевою автострадою G99 у місті Новий Тайбей, яка нібито оточувала б острів Тайвань, як це пропонує Китайська Народна Республіка.
Проект був джерелом певних суперечок через політичний статус Тайваню. Китайська Народна Республіка претендує на Тайвань, але ніколи не керувала ним, тому не має жодного контролю над його автомагістралями. Оскільки Тайвань не визнає автомагістраль, визначену Китайською Народною Республікою, і має власну систему автомагістралей, тайванська частина швидкісної дороги не була побудована. Крім політики, іншою проблемою є інженерні труднощі при будівництві сполучення через Тайванську протоку. Міст виглядає менш імовірним, ніж підводний тунель, довжина якого повинна перевищувати 100 кілометрів. Це ще більше ускладнює будівництво з огляду на кліматичні та погодні умови в протоках.
У Китаї вона з'єднує міста Пекін, Тяньцзінь, Цзінань, Тайань, Хефей і Фучжоу.

Знак China Expwy G3 з назвою
Термінал знака China Expwy G3
Знак China Expwy G3 без назви

## Маршрут

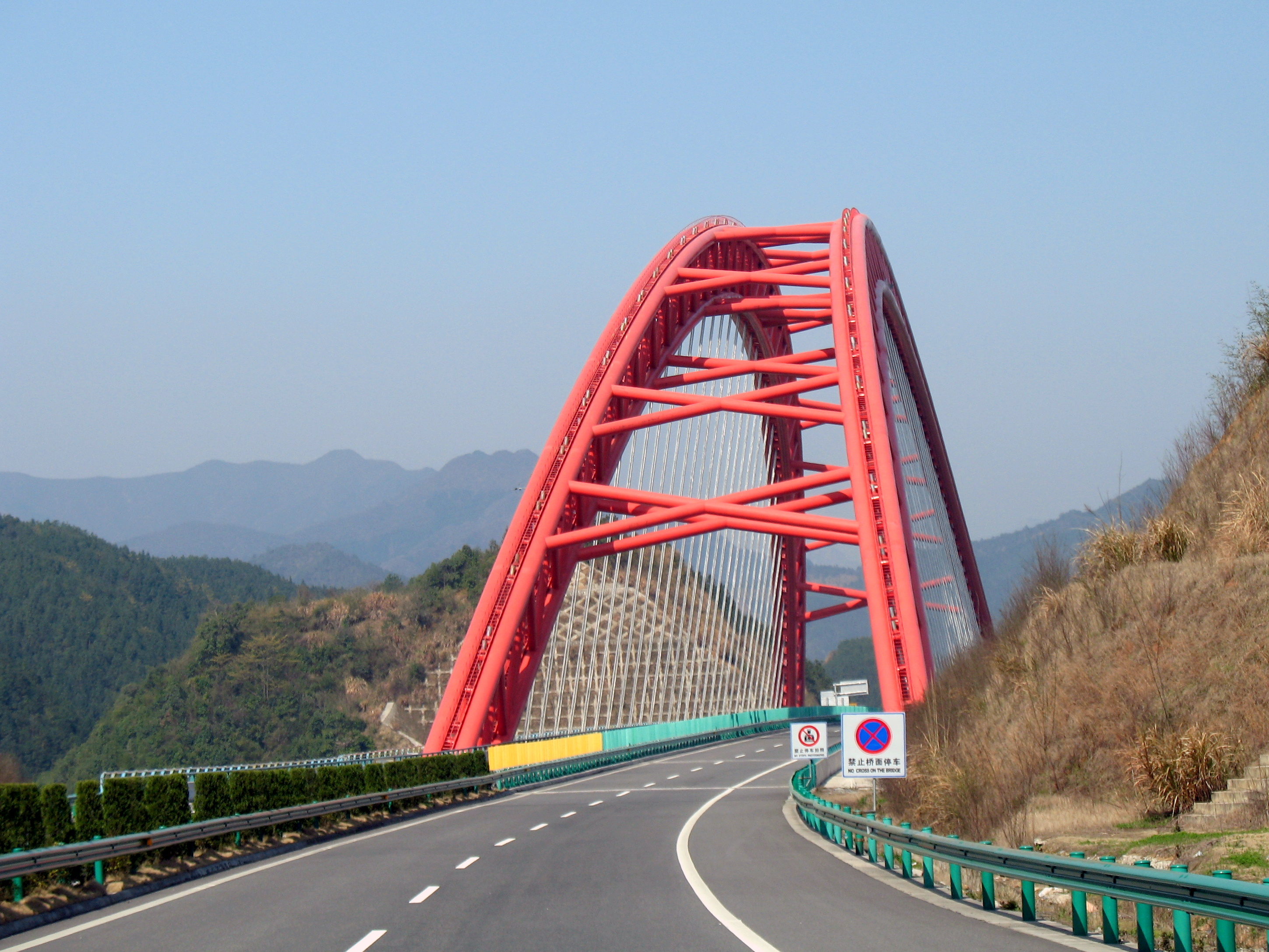
Швидкісна дорога, що перетинає міст через озеро Тайпін в Аньхой

Швидкісна дорога проходить через такі великі міста:
- Пекін
- Ланфан, Хебей
- Тяньцзінь
- Цанчжоу, Хебей
- Дечжоу, Шаньдун
- Цзінань, Шаньдун
- Тайань, Шаньдун
- Цзаочжуан, Шаньдун
- Хуайань, Цзянсу
- Хуайбей, Аньхой
- Сучжоу, Аньхой
- Бенбу, Аньхой
- Хефей, Аньхой
- Тунлін, Аньхой
- Хуаншань, Аньхой
- Цюйчжоу, Чжецзян
- Наньпін, Фуцзянь
- Фучжоу, Фуцзянь